# کانا هاشیموتو
کانا هاشیموتو (انگلیسی: Kanna Hashimoto؛ زادهٔ ۳ فوریهٔ ۱۹۹۹) بازیگر و خواننده، اهل ژاپن است.در 1 ژوئن 2021، هاشیموتو رکورد جهانی گینس را برای "بیشترین دستمال کاغذی، کشیده شده از یک جعبه در یک دقیقه" با 157 برگه شکست. 